# 圣母升天圣殿 (莱克蒂奥)

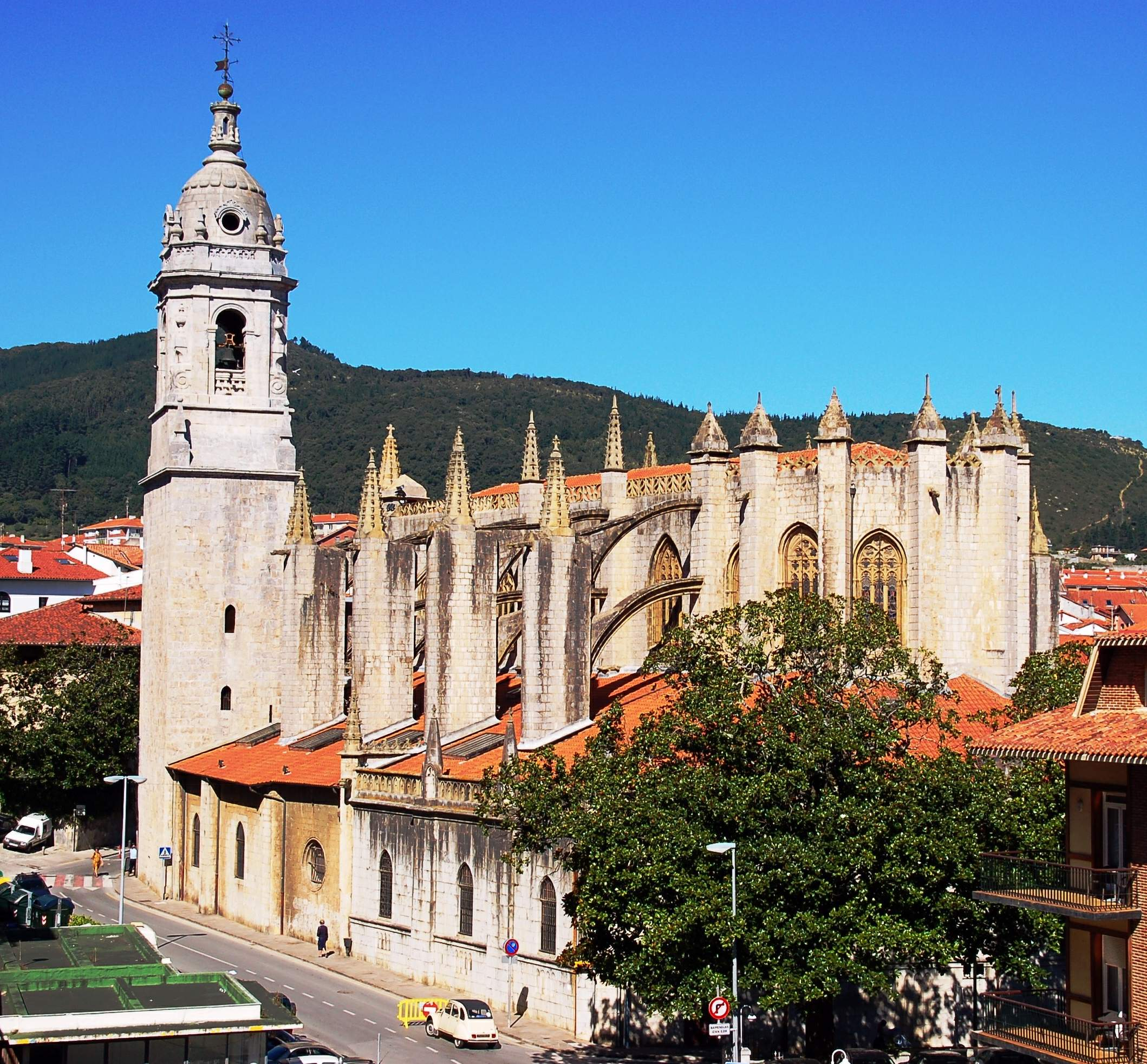

圣母升天圣殿（Basílica de la Asunción de Nuestra Señora）是一座罗马天主教宗座圣殿，位于西班牙巴斯克自治区比斯开省的比斯开湾沿海乡镇莱克蒂奥，加莱茨岛对面，距离历史古镇格尔尼卡22公里，距离省会毕尔巴鄂54公里。该堂属于天主教毕尔巴鄂教区，由教区神父管理。它建于15世纪下半叶，晚期巴斯克哥特式风格。在几个世纪后，这座中世纪教堂增加了钟楼等重要元素。该堂拥有宏伟的哥特式法布里卡、西立面的雕塑和丰富的家具，以及宏伟的哥特式正祭台。其位置位于小镇尽头的突出地点，如同一艘大船抛锚在比斯开湾岸边。

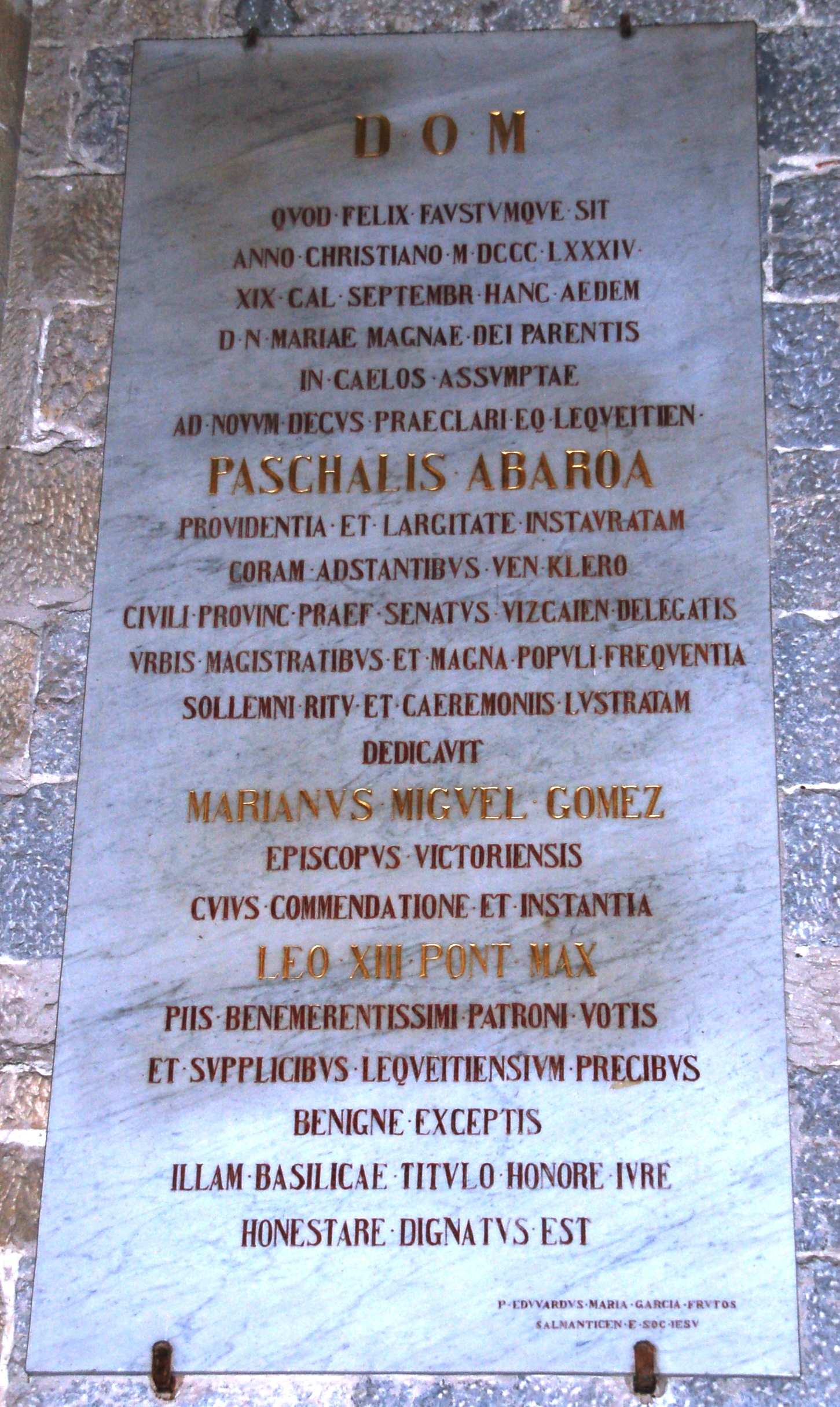
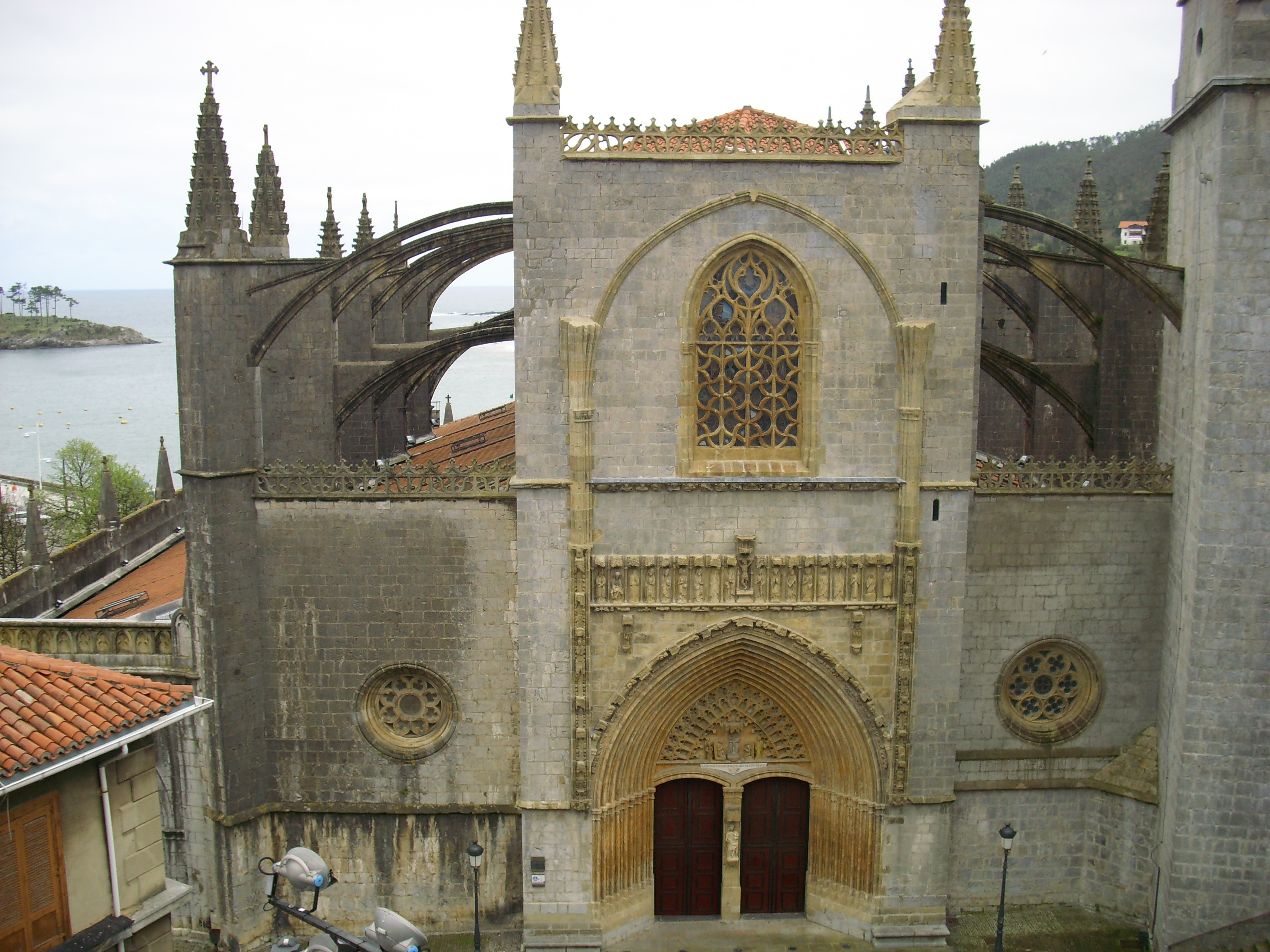
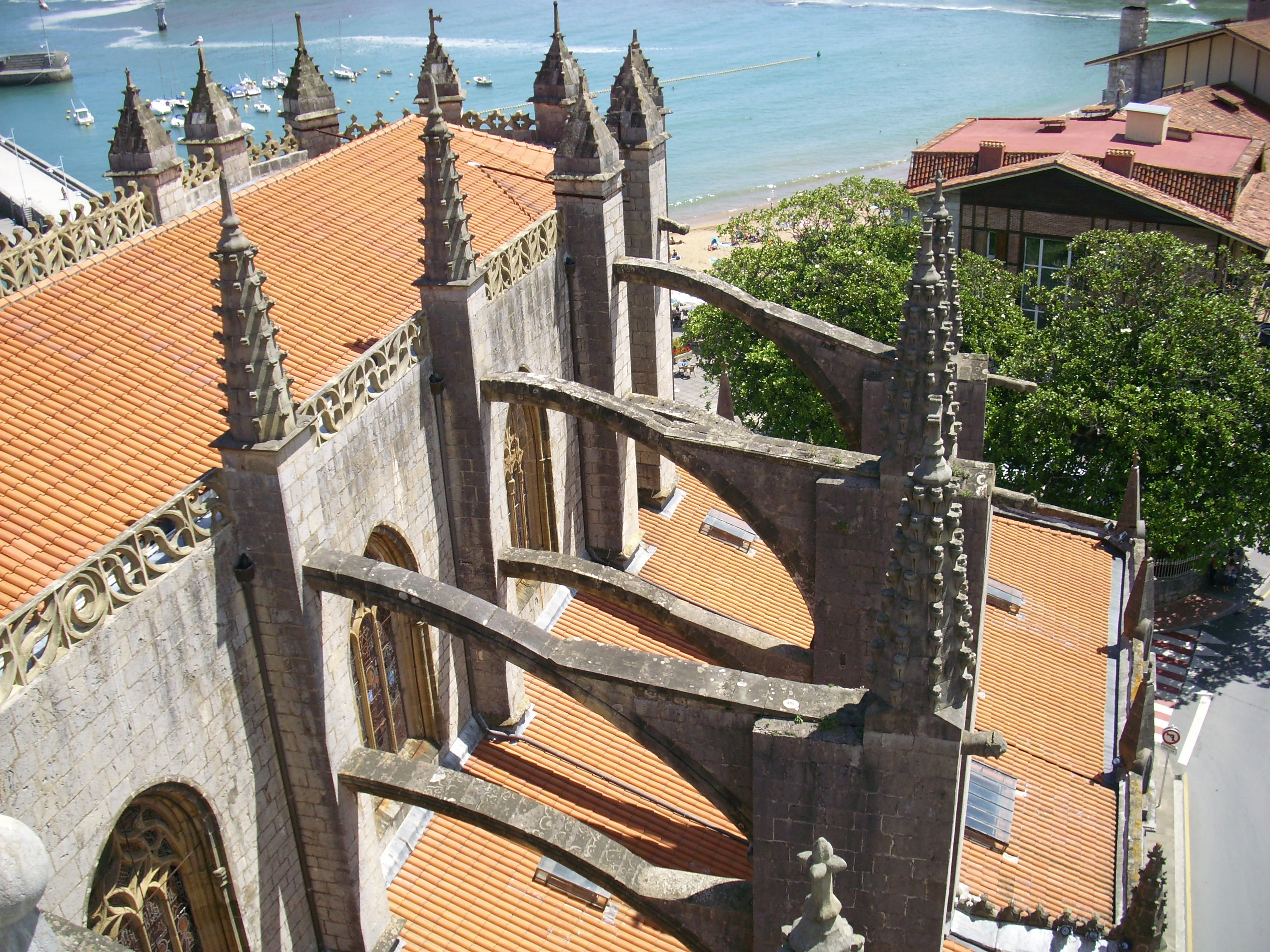
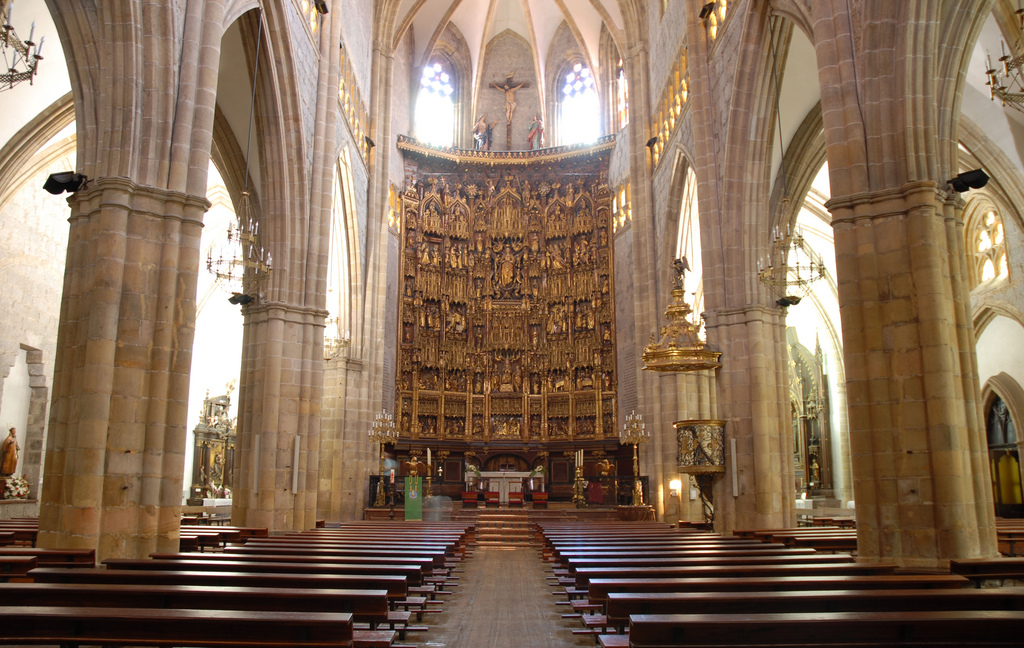
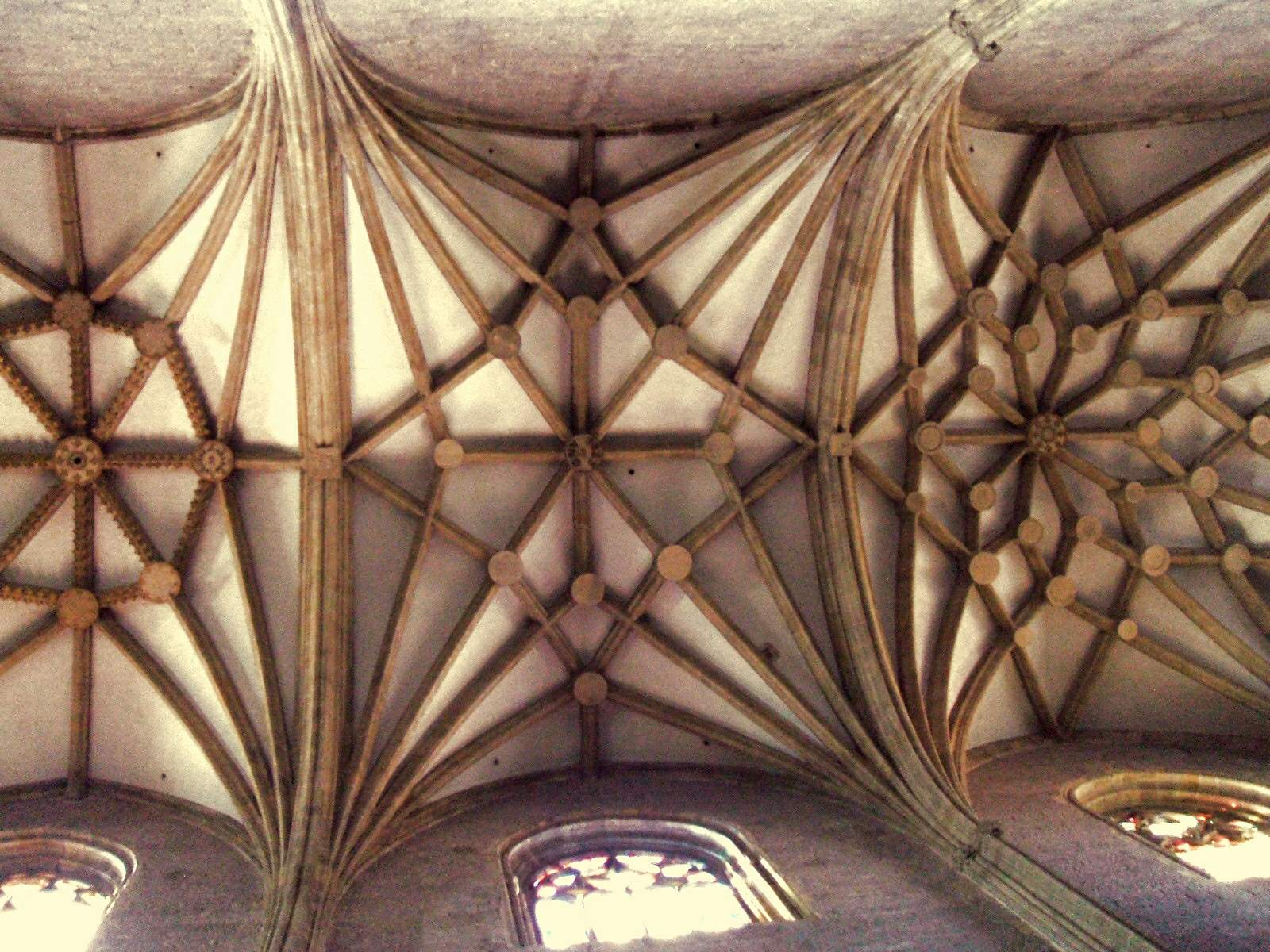
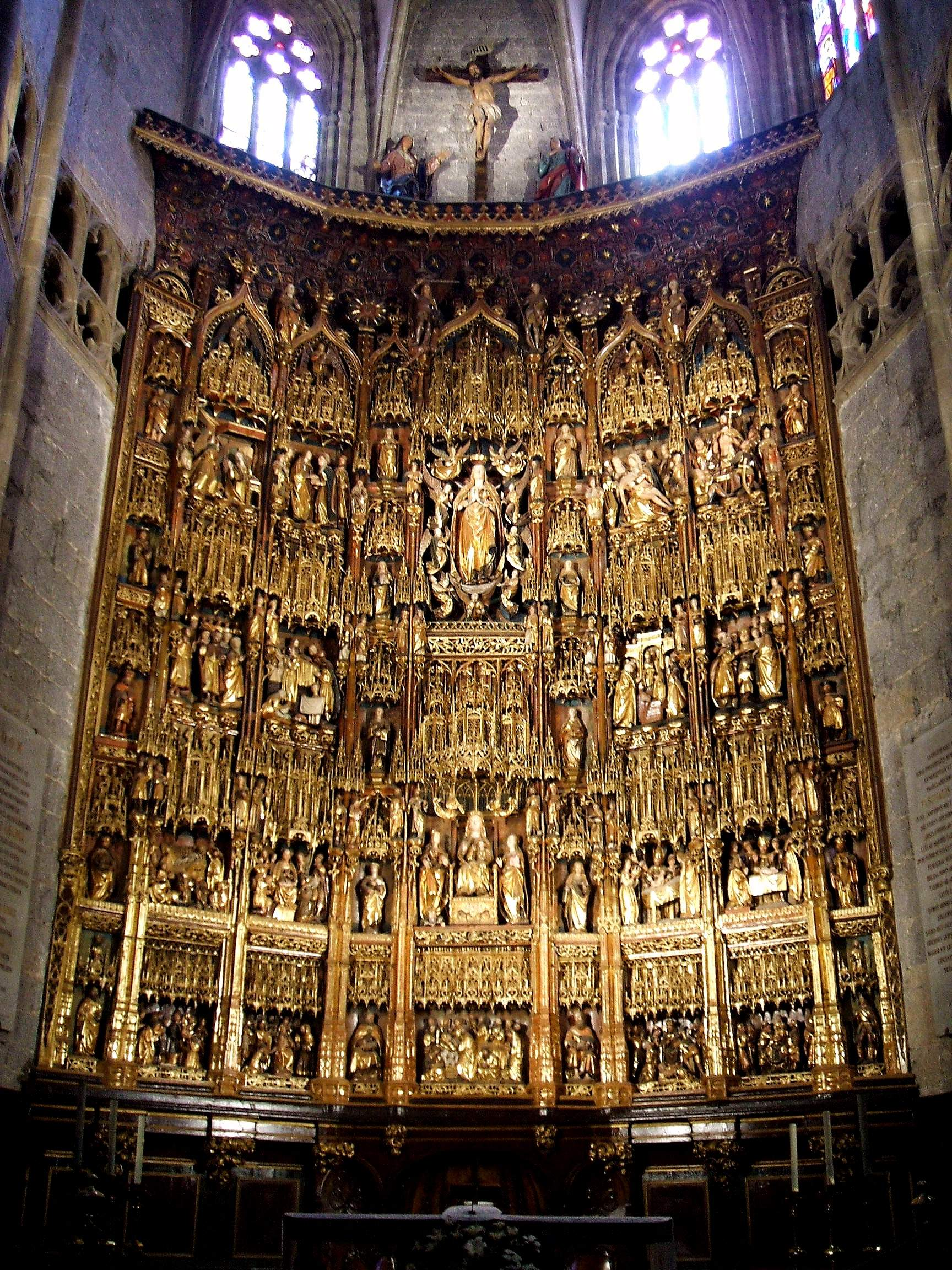
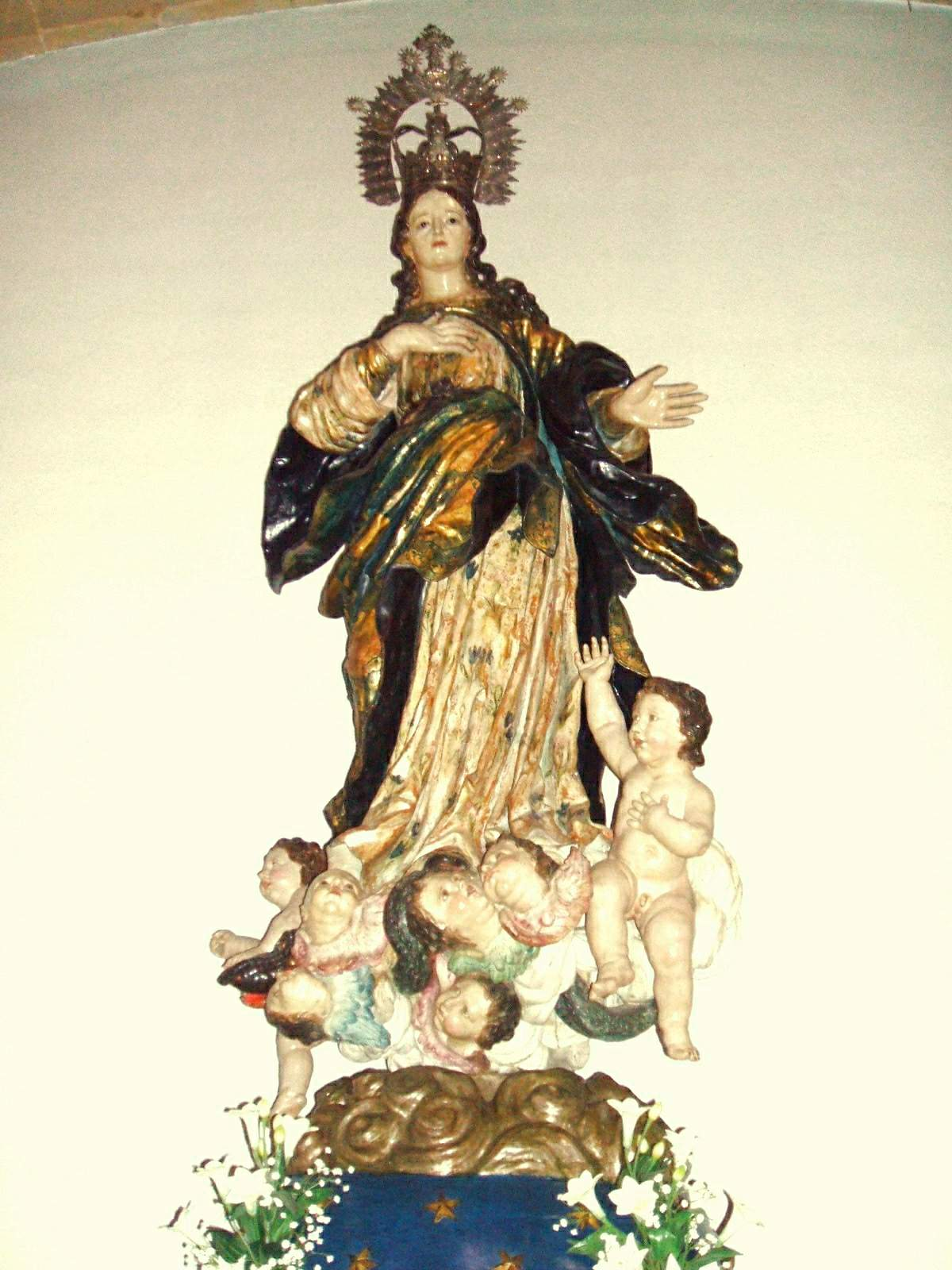
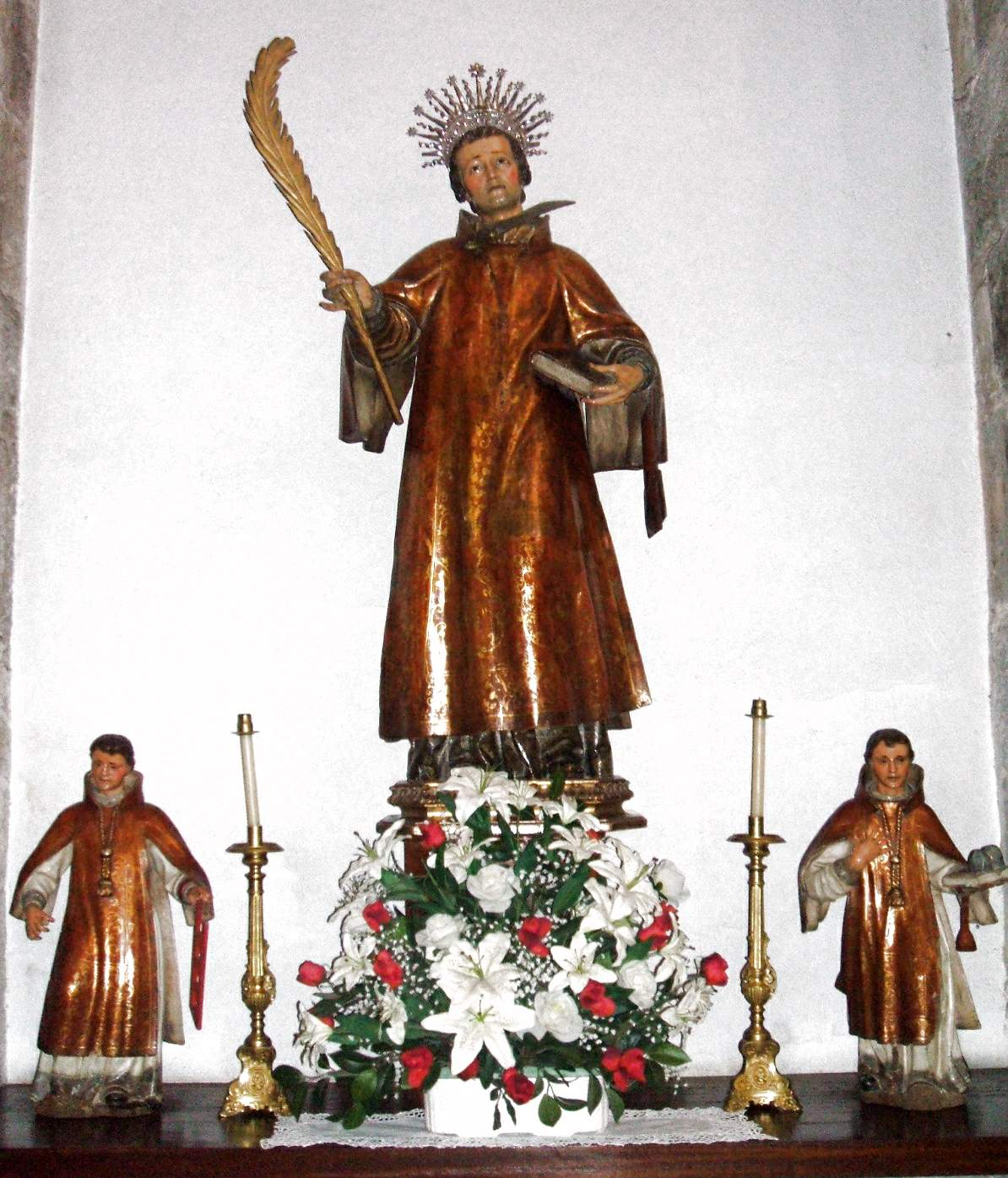
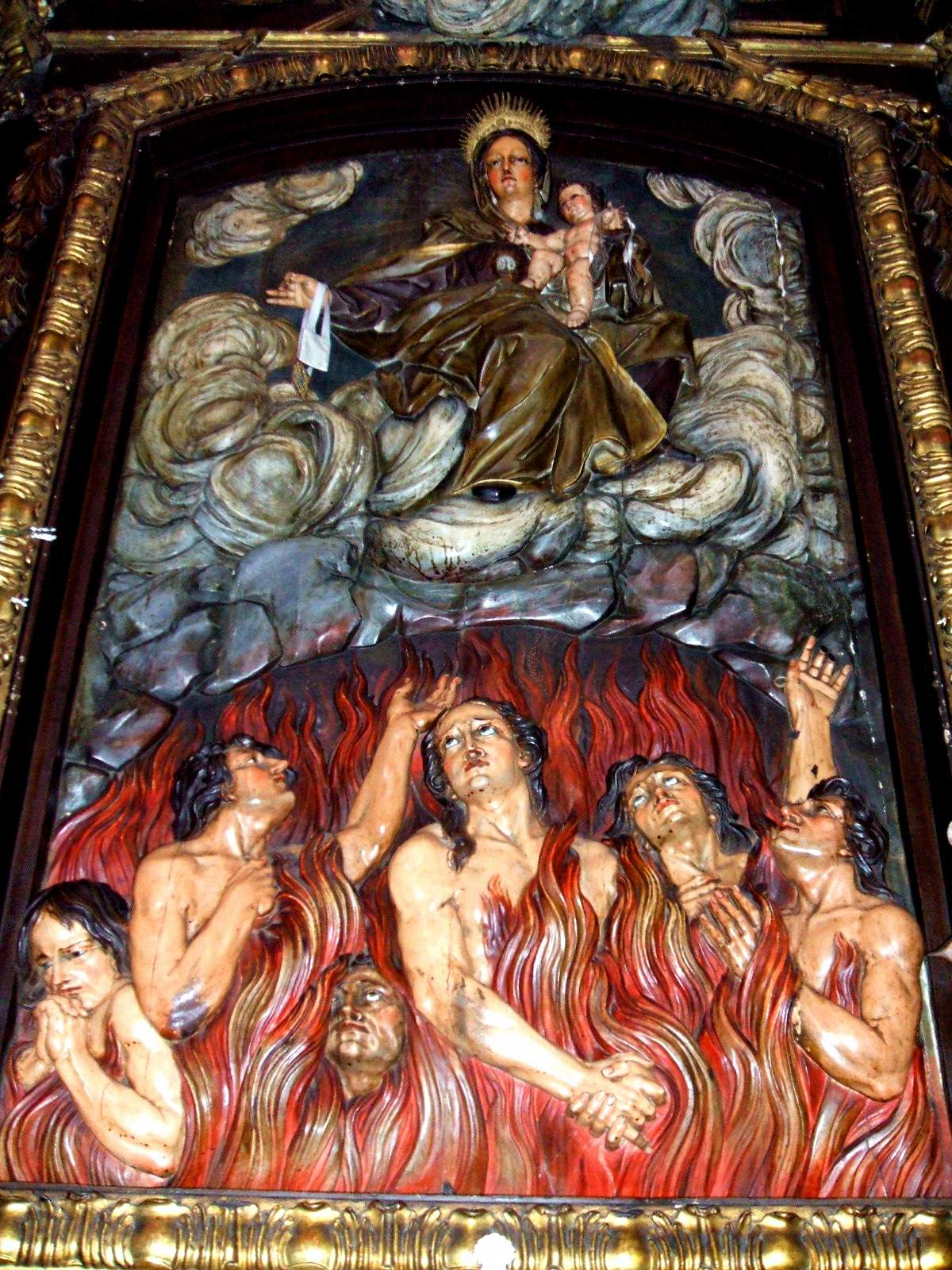
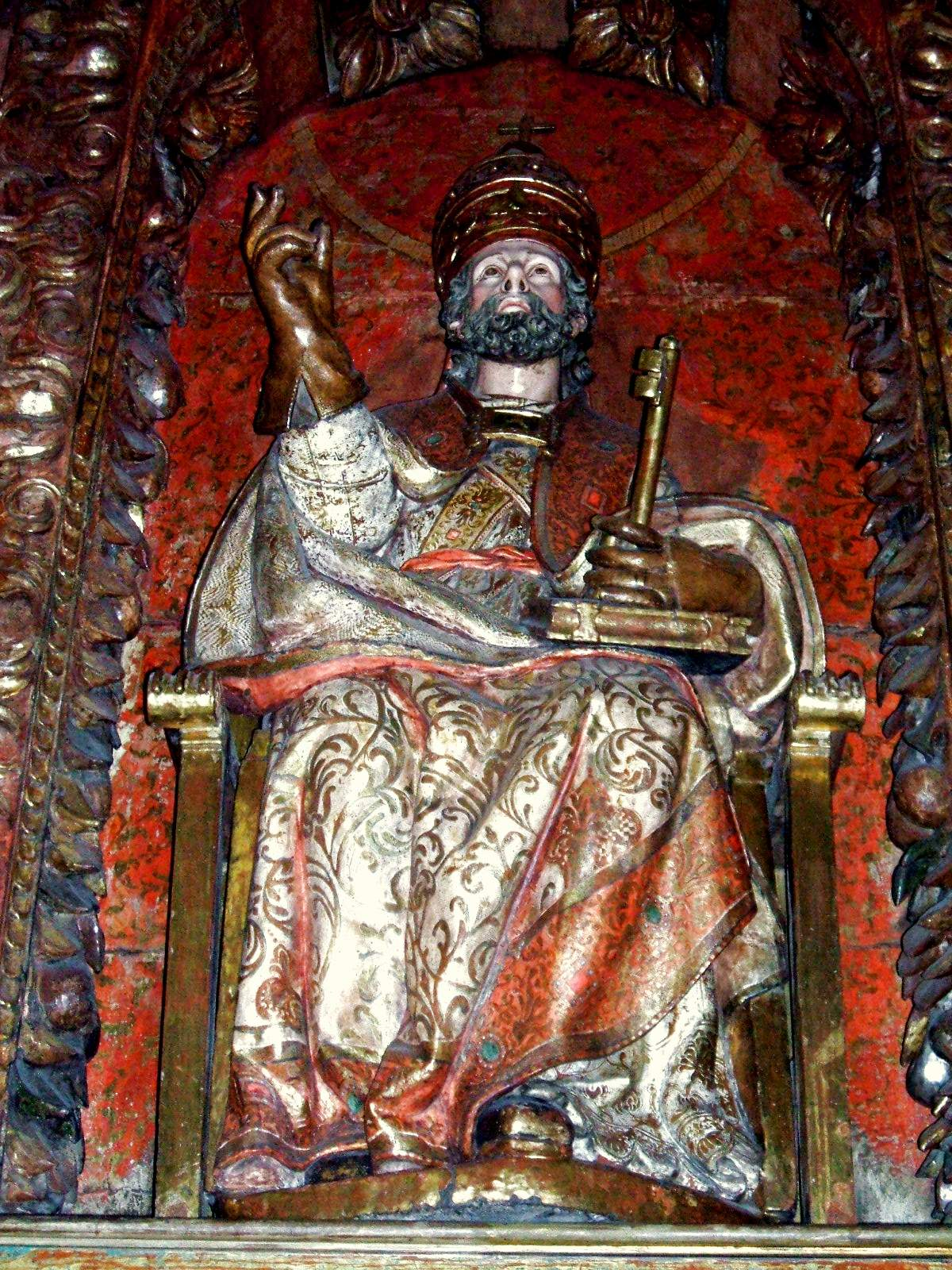
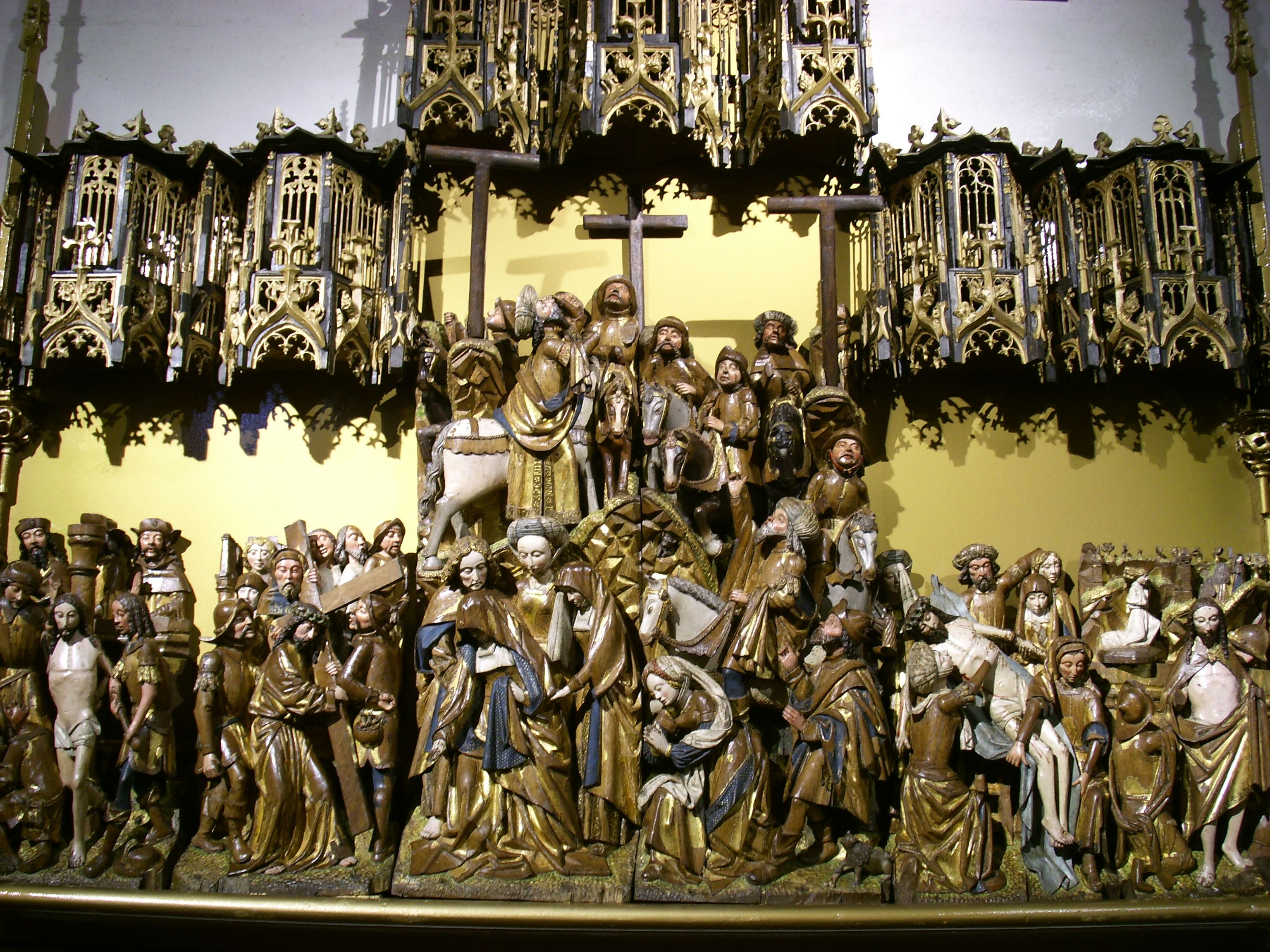
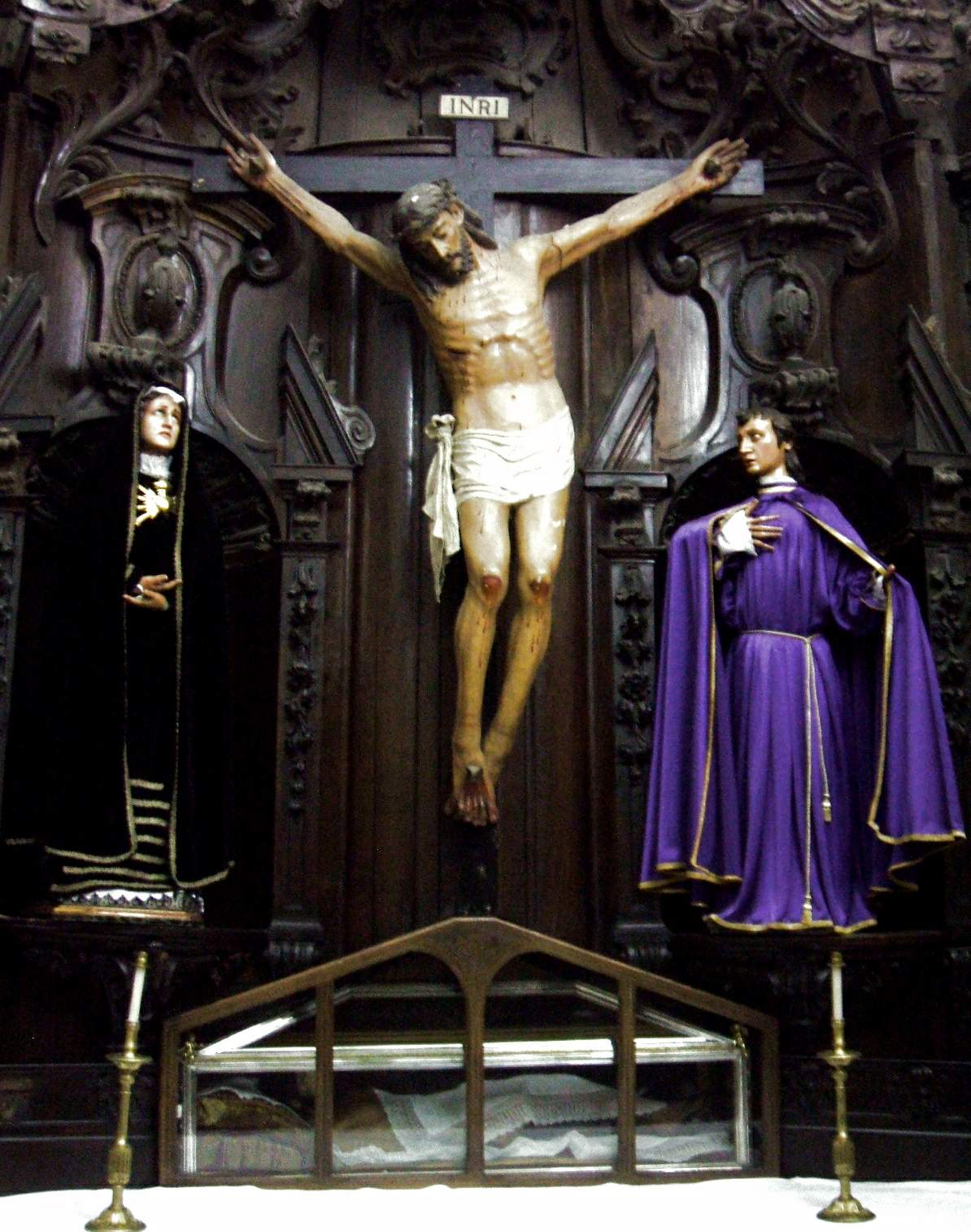